# Štěpán Matek
Štěpán Matek (* 24. května 1987) je český politik, manažer a trenér plavání, od března 2019 do ledna 2020 místopředseda KDU-ČSL, v letech 2018 a 2019 náměstek primátora města Jablonec nad Nisou, od října 2018 zastupitel města Jablonec nad Nisou, člen KDU-ČSL. Ve volbách do Poslanecké sněmovny PČR, které se budou konat 8. a 9. října 2021, kandiduje na 4. místě kandidátky SPOLU v Libereckém kraji.

## Život
Vystudoval podnikovou ekonomiku a management na Technické univerzitě v Liberci (získal titul Ing.). V letech 2016 až 2018 pracoval jako manažer zahraničního obchodu ve společnosti Jablotron, je také trenérem plavání. Od roku 2015 je jednatelem a společníkem s vkladem ve firmě Water Sports Consulting.
Štěpán Matek žije ve městě Jablonec nad Nisou.

## Politické působení
Je členem KDU-ČSL a též předseda krajské organizace strany v Libereckém kraji. V březnu 2019 byl zvolen místopředsedou KDU-ČSL. Funkci zastával do ledna 2020.
V komunálních volbách v roce 2014 kandidoval jako člen KDU-ČSL do Zastupitelstva města Jablonec nad Nisou z pozice lídra kandidátky "KDU-ČSL pro sport a zdraví", ale neuspěl. Zastupitelem města se stal až po volbách v roce 2018, když byl jako člen KDU-ČSL zvolen na kandidátce subjektu "Společně pro Jablonec" (tj. Změna, KDU-ČSL a nezávislí kandidáti). V listopadu 2018 se navíc stal náměstkem primátora města pro ekonomiku a majetek. V srpnu 2019 byl však z funkce odvolán.
V krajských volbách v roce 2016 kandidoval za KDU-ČSL do Zastupitelstva Libereckého kraje na kandidátce subjektu "Budoucnost pro Liberecký kraj" (tj. NBPLK a KDU-ČSL), ale neuspěl. Stejně tak se nestal ve volbách v roce 2017 poslancem.